# II liga polska w piłce nożnej (1952)
II liga 1952 – 4. edycja rozgrywek ogólnokrajowych drugiego poziomu ligowego piłki nożnej mężczyzn w Polsce. Wzięło w nich udział 40 drużyn grających w czterech grupach systemem kołowym. Zwycięzcy grup rozegrali baraż o awans do I ligi.
W następnym sezonie II ligę zredukowano do jednej grupy liczącej 14 zespołów.
| Poziomy rozgrywkowe w sezonie 1951 | Poziomy rozgrywkowe w sezonie 1951 | Poziomy rozgrywkowe w sezonie 1951 |
| Rozgrywki                          | P                                  | Nazwa                              |
| ---------------------------------- | ---------------------------------- | ---------------------------------- |
| Centralne                          | I                                  | I liga                             |
| Centralne                          | II                                 | II liga                            |
| Okręgowe (20 okręgów)              | III                                | A klasa                            |
| Okręgowe (20 okręgów)              | IV                                 | B klasa                            |
| Okręgowe (20 okręgów)              | V                                  | C klasa                            |

## Grupa I
| Lp. | Drużyna            | M  | Z  | R | P  | Bramki | R B | Pkt. | Uwagi              |
| --- | ------------------ | -- | -- | - | -- | ------ | --- | ---- | ------------------ |
| 1   | OWKS Bydgoszcz     | 18 | 12 | 3 | 3  | 41:18  | +23 | 27   | baraże o I ligę    |
| 2   | Gwardia Bydgoszcz  | 18 | 12 | 2 | 4  | 33:20  | +8  | 26   |                    |
| 3   | Kolejarz Leszno    | 18 | 8  | 3 | 7  | 32:28  | +4  | 19   |                    |
| 4   | Stal Poznań        | 18 | 8  | 3 | 7  | 29:29  | 0   | 19   | spadek do III ligi |
| 5   | Gwardia Słupsk     | 18 | 8  | 2 | 8  | 40:37  | +3  | 18   | spadek do III ligi |
| 6   | Kolejarz Toruń     | 18 | 7  | 4 | 7  | 29:27  | +2  | 18   | spadek do III ligi |
| 7   | Stal Gdańsk        | 18 | 8  | 2 | 8  | 34:41  | -7  | 18   | spadek do III ligi |
| 8   | Gwardia Szczecin   | 18 | 5  | 5 | 8  | 30:30  | 0   | 15   | spadek do III ligi |
| 9   | Kolejarz Bydgoszcz | 18 | 6  | 3 | 9  | 24:36  | -8  | 15   | spadek do III ligi |
| 10  | Kolejarz Gdańsk    | 18 | 1  | 3 | 14 | 24:50  | -26 | 5    | spadek do III ligi |

- Początkowo OWKS Bydgoszcz występował pod nazwą OWKS Toruń[1]

## Grupa II
| Lp. | Drużyna                     | M  | Z  | R | P  | Bramki | R B | Pkt. | Uwagi              |
| --- | --------------------------- | -- | -- | - | -- | ------ | --- | ---- | ------------------ |
| 1   | Gwardia Warszawa            | 18 | 15 | 1 | 2  | 76:18  | +58 | 31   | awans po barażu    |
| 2   | Lotnik Warszawa             | 18 | 12 | 3 | 3  | 43:22  | +21 | 27   |                    |
| 3   | Spójnia Warszawa            | 18 | 9  | 5 | 4  | 38:29  | +9  | 23   |                    |
| 4   | Włókniarz-Widzew Łódź       | 18 | 7  | 4 | 7  | 24:27  | -3  | 18   | spadek do III ligi |
| 5   | Kolejarz Olsztyn            | 18 | 8  | 1 | 9  | 34:45  | -11 | 17   | spadek do III ligi |
| 6   | Stal Starachowice           | 18 | 6  | 4 | 8  | 27:31  | -4  | 16   | spadek do III ligi |
| 7   | Gwardia Białystok           | 18 | 6  | 2 | 10 | 26:38  | -12 | 14   | spadek do III ligi |
| 8   | Włókniarz Radom             | 18 | 5  | 4 | 9  | 24:50  | -26 | 14   | spadek do III ligi |
| 9   | Spójnia Tomaszów Mazowiecki | 18 | 4  | 3 | 11 | 26:42  | -16 | 11   | spadek do III ligi |
| 10  | Włókniarz Chodaków          | 18 | 4  | 1 | 13 | 23:39  | -16 | 9    | spadek do III ligi |

## Grupa III
| Lp. | Drużyna           | M  | Z  | R | P  | Bramki | R B | Pkt. | Uwagi              |
| --- | ----------------- | -- | -- | - | -- | ------ | --- | ---- | ------------------ |
| 1   | Budowlani Opole   | 18 | 12 | 2 | 4  | 51:22  | +29 | 26   | awans po barażu    |
| 2   | Górnik Wałbrzych  | 18 | 11 | 3 | 4  | 43:25  | +18 | 25   |                    |
| 3   | Stal Sosnowiec    | 18 | 10 | 3 | 5  | 33:33  | 0   | 23   |                    |
| 4   | Górnik Bytom      | 18 | 8  | 6 | 4  | 38:24  | +14 | 22   |                    |
| 5   | Górnik Radzionków | 18 | 9  | 2 | 7  | 40:25  | +15 | 20   | spadek do III ligi |
| 6   | Górnik Zabrze     | 18 | 6  | 7 | 5  | 27:17  | +10 | 19   | spadek do III ligi |
| 7   | Górnik Knurów     | 18 | 6  | 4 | 8  | 29:28  | +1  | 16   | spadek do III ligi |
| 8   | Stal Lipiny       | 18 | 5  | 2 | 11 | 16:33  | -17 | 12   | spadek do III ligi |
| 9   | Stal Wrocław      | 18 | 4  | 1 | 13 | 24:54  | -30 | 9    | spadek do III ligi |
| 10  | Stal Zielona Góra | 18 | 3  | 2 | 13 | 18:58  | -40 | 8    | spadek do III ligi |

## Grupa IV
| Lp. | Drużyna               | M  | Z  | R | P  | Bramki | R B | Pkt. | Uwagi              |
| --- | --------------------- | -- | -- | - | -- | ------ | --- | ---- | ------------------ |
| 1   | Włókniarz Kraków      | 18 | 13 | 3 | 2  | 47:16  | +31 | 29   | baraż o I ligę     |
| 2   | Ogniwo Tarnów         | 18 | 11 | 3 | 4  | 29:12  | +17 | 25   |                    |
| 3   | Gwardia Lublin        | 18 | 8  | 3 | 7  | 24:28  | -4  | 19   |                    |
| 4   | Gwardia Kielce        | 18 | 8  | 2 | 8  | 27:23  | +4  | 18   |                    |
| 5   | Włókniarz Chełmek     | 18 | 8  | 2 | 8  | 28:36  | -8  | 18   | spadek do III ligi |
| 6   | Włókniarz Krosno      | 18 | 7  | 3 | 8  | 29:30  | -1  | 17   | spadek do III ligi |
| 7   | Budowlani Przemyśl    | 18 | 6  | 4 | 8  | 17:25  | -8  | 16   | spadek do III ligi |
| 8   | Stal Nowa Huta/Kraków | 18 | 5  | 4 | 9  | 23:38  | -15 | 14   | spadek do III ligi |
| 9   | OWKS Lublin           | 18 | 6  | 1 | 11 | 23:25  | -2  | 13   | spadek do III ligi |
| 10  | Ogniwo Częstochowa    | 18 | 4  | 3 | 11 | 22:36  | -14 | 11   | spadek do III ligi |

- Większość danych pochodzi ze strony [2]

## Baraże o I ligę
- OWKS Bydgoszcz – Gwardia Warszawa 1-1, 0-2
- Budowlani Opole – Włókniarz Kraków 3-2, 1-1